# Ани Вълчанова
Ани Рангелова Вълчанова е българска театрална и филмова актриса.

## Биография
Родена е на 2 март 1966 година в град София. Тя е дъщеря на режисьора Рангел Вълчанов. Първоначално учи пиано в Средното музикално училище „Любомир Пипков“. През 1990 година завършва актьорско майсторство за драматичен театър във ВИТИЗ „Кръстьо Сарафов“ в класа на професор Николай Люцканов с асистенти Маргарита Младенова и Здравко Митков. След това започва да работи в Театър София. Веднъж е номинирана за Аскеер.
Носителка е на наградата „Икар“ на Съюза на артистите в България „за водеща женска роля“, за ролята на (майката Беатрис) във „Влиянието на гама-лъчите върху лунните невени“.

## Филмография
- „Кантора Митрани“ (2012), 12 серии - Сребрина (в 1 серия: XI)
- Samburu (2011) – The Water Meter Lady
- „Аварийно кацане“ (тв, 2010) – зъболекарката
- „А днес накъде?“ (2007)
- „Хотел, гълъби“ (2005) – Прозрачната вдовица
- „Ботушки“ (2004) – Жената
- „Хубава си, мила моя“ (2004) – Ева
- „Честна мускетарска“ (1994) - кръчмарката
- „Нещо във въздуха“ (1993)
- „Сезонът на канарчетата“ (1993) – Маргарита
- „Аритмия“ (1992)
- „Тишина“ (1990)
- „Разводи, разводи“ (1989) – Момиче от публиката
- „А сега накъде?“ (1988) – Света
- „Убийства“ (1987)